# Splatoon 3
Splatoon 3 (яп. スプラトゥーン3 Супурату:н Сури:) — компьютерная игра в жанре шутер от третьего лица, разработанная Nintendo для консоли Nintendo Switch и выпущенная 9 сентября 2022 года. Это третья игра в серии Splatoon.

## Игровой процесс
Splatoon 3 имеет схожий с предыдущими частями игровой процесс. Игроки выбирают инклинга или осьмолинга в качестве своего персонажа. Он владеет оружием, стреляющим цветными чернилами. У каждого типа оружия разные способности: обычное пистолетоподобное имеет средний радиус действия для атаки, но менее эффективно окрашивает землю, в то время как большие малярные валики могут покрывать большую площадь, но иметь меньший радиус. В Splatoon 3 появились новые основные и специальные оружия. Инклинги обладают способностью превращаться в кальмаров, которые имеют возможность взбираться на покрытые чернилами стены. Оружие имеет ограниченное количество чернильных боеприпасов, и переход в форму кальмара пополняет его быстрее.

### Режимы

#### Соревновательные
Как и в предыдущих играх серии, в Splatoon 3 есть режим «Бой за район». В нём две команды по четыре игрока должны покрыть большую часть области карты своим цветом чернил. Каждый игрок выбирает оружие перед матчем. Когда персонаж покрывает достаточно земли чернилами, он может использовать особое оружие. Матчи длятся три минуты, и команда, занимающая больший процент поля, объявляется победителем. Также имеются рейтинговые бои с альтернативными режимами, такими как «Мегакарп», где команды сражаются за особый предмет-оружие, который необходимо доставить до базы противника; «Бой за зоны», в котором команда должна закрасить условный периметр своим цветом и удерживать его в течение заданного времени; «Бой за башню», где команды должны завладеть передвижной башней и доехать на ней до базы противника; а также «Устробол», где команды собирают разбросанные устрицы и должны забросить их в корзину противника.

#### Salmon Run
В Splatoon 3 также доступен кооперативный PvE режим «Salmon Run», который получил название «Salmon Run: Новая Волна». Игровой процесс в режиме аналогичен представленному в Splatoon 2, где игрок вместе с тремя другими участниками нанимается компанией «Потапыч Inc.» для того, чтобы отражать атаки волн неприятелей-самонидов и собирать золотые икринки. Каждый матч длится три волны, однако нововведением в Splatoon 3 является дополнительный раунд, называемая «Волна +», который периодически добавляется к основной игре. Во время этого раунда, игроки должны победить босса, который представляет собой огромного самонида. Если игроки успешно собирают необходимое количество золотых икринок в трёх основных волнах, то их рейтинг в «Потапыч Inc.» увеличивается. Другими отличиями от Splatoon 2 является способность бросать икринки, новые противники и новые специальные события, которые происходят во время волн. Кроме того, доступность Salmon Run больше не привязана к определённым временным промежуткам и в режим можно играть круглосуточно, даже во время проведения Сплатфестов. Ещё одним нововведением является специальное событие «Big Run», в котором самониды нападают на Плюхтон раз в несколько месяцев.

#### Карты и район
Новым режимом в Splatoon 3 является цифровая коллекционная карточная игра «Карты и район», в котором игроки должны составить колоду из наборов карт. Во время матчей в «Карты и район», игроки используют карты для того, чтобы закрашивать игровое поле. Каждая из карт обладает уникальным узором и специальным полем. Если игроку удаётся окружить ячейку специального поля, то он накапливает балл специальной атаки. Используя очки специальной атаки, игрок может перекрашивать области игрового поля, занятые оппонентом.

## Нововведения
В игре появились новые локации — Плюхтон и Плюхтония. На новостном портале Screen Rant написали что «на данный момент мы немного знаем про Splatoon 3, нам известна дата выпуска, игровой процесс и подробности истории».
В Splatoon 3 стали доступны новые виды оружия, в их число входит лук. Появились новые способы передвижения, возможности кастомизации и «новые динамичные приёмы», позволяющие уклоняться от атак.
В дебютном трейлере был показан внешний вид ребёнка-инклинга, наряду с питомцем-компаньоном.
Второй трейлер был показан 24 сентября 2021 года на презентации Nintendo Direct. Главный хаб игры называется Плюхтон, он расположен в месте, называемом Плюхтония. Как и в предыдущих играх серии, в Splatoon 3 есть одиночная кампания. Было объявлено, что история будет называться «Возвращение молокоедов», а одна из локаций — Альтерна
.

## Разработка
Splatoon 3 была разработана подразделением Nintendo EPD при поддержке компании Monolith Soft, которая помогала в работе над предыдущими играми серии Splatoon.
В 2019 году после объявления о том, что тематикой последнего мероприятия Сплатфест в Splatoon 2 будет «Хаос против Порядка», продюсер серии Splatoon, Хисаси Ногами в интервью журналу Famitsu заявил, что на тот момент третья часть серии ещё не находилась в разработке. В интервью «Ask the Developer», проведённом самой Nintendo в сентябре 2022 года, разработчики рассказали, что вариант художественного наполнения мира игры в Splatoon 3 был выбран после победы команды «Хаос» в последнем Сплатфесте в Splatoon 2 и команда рассматривала обе возможности расширения игровой вселенной ещё до определения победителя в соревновании.
Движок Splatoon 3 использует технику масштабирования изображения FidelityFX Super Resolution от компании AMD, однако в отличие от проектов на Xbox Series X, где доступна улучшенная версия алгоритма, применяющая аппроксимацию по данным из предыдущих отрендеренных кадров, игра использует только первую версию, которая может учитывать только данные из текущего кадра. Кроме того, в Splatoon 3 была обновлена сетевая часть и теперь игра использует систему серверов NPLN для поиска игроков. Данная система ранее применялась в играх Monster Hunter Rise и Pokémon Legends: Arceus. Несмотря на использование новой инфраструктуры, частота обновления симуляции (англ. tick rate) при сетевой игре, осталась (как и в Splatoon 2) на уровне 16 Гц, что хотя и снижает точность расчётов действий игроков, однако улучшает требования по пропускной способности интернета-канала пользователей.

## Выпуск
Splatoon 3 издана Nintendo. Проект впервые анонсировали на Nintendo Direct 17 февраля 2021 года, игра вышла 9 сентября 2022 года.
В июле 2022 года, Nintendo объявила о выпуске специальной версии консоли Nintendo Switch OLED, которая оформлена в стиле игры и готовится к выпуску 26 августа 2022 года. Кроме консоли, компания также анонсировала выпуск контроллера Pro Controller и чехла для Nintendo Switch, тоже выполненных в стилистике Splatoon 3.
Игра имеет поддержку ранее выпущенных фигурок Amiibo из коллекции Splatoon и кроме того, зимой 2023 года планируется выпуск нового набора фигурок. Функциональность Amiibo в игре аналогична той, что была доступна в предыдущих играх серии: игрок может получать бонусные предметы за сканирование фигурок, делать внутриигровые фотографии с персонажами, а также сохранять использующееся в игре снаряжение на чип фигурки.

## Коммерческий успех
Суммарные розничные и цифровые продажи Splatoon 3 превысили 3,45 миллионов единиц в Японии за первые три дня с момента выпуска, что является рекордом среди всех игр на Nintendo Switch в регионе. Игра также дебютировала на первом месте в британском розничном чарте с 4 по 10 сентября. На март 2023 года было продано 10,67 миллионов копий игры.

## Оценки
| Сводный рейтинг       | Сводный рейтинг |
| Агрегатор             | Оценка          |
| --------------------- | --------------- |
| Metacritic            | 83/100          |
| Иноязычные издания    |                 |
| Издание               | Оценка          |
| Destructoid           | 9/10            |
| Edge                  | 7/10            |
| Famitsu               | 39/40           |
| Game Informer         | 8,5/10          |
| GamesRadar+           | [ 42 ]          |
| Nintendo Life         | [ 43 ]          |
| Shacknews             | 9/10            |
| VG247                 | [ 45 ]          |
| Русскоязычные издания |                 |
| Издание               | Оценка          |
| StopGame.ru           | «Проходняк»     |

Игра получила в основном положительные оценки. Крис Картер из Destructoid написал: «Можно с уверенностью сказать, что магия серии всё ещё жива. Определённо есть вещи, которые я хочу улучшить, но я буду играть в эту игру ещё долго». Обзорщик GamesRadar назвал Splatoon 3 «ненадёжным балансом». Он похвалил её за то, что «третья игра в серии безумных шутеров Nintendo сохраняет основную эстетику разбрызгивания красочных чернил на унылую арену. Та же замечательная динамичная стрельба в сочетании с переключением между ребёнком и кальмаром осталась в Splatoon 3», но негативно высказался об игровой кампании, написав, что она застряла между блестящим шутером-головоломкой и стандартным экшеном, вместо того, чтобы смешивать их вместе для более приятного опыта». Алекс Олни из Nintendo Life, сравнивая игру со своими предшественниками, сказал, что «Splatoon 3 — это то же самое, но доведённое до механического совершенства». Он назвал её «самым интересным онлайн-шутером за последние годы», отметив, что «для ветеранов серии Splatoon 2 кажется совершенно ненужным во всём, кроме уникального контента для одиночной игры. Такое ощущение, что команда разработчиков решила все проблемы, о которых говорило сообщество, а затем исправила ещё несколько, о которых мы даже не подозревали. В ней нет ничего революционного по сравнению с его предшественниками, но Splatoon 3 — это вершина серии и вершина шутеров на Switch».

### Награды и номинации
| Год  | Церемония                           | Категория                                                            | Результат | Примечания |
| ---- | ----------------------------------- | -------------------------------------------------------------------- | --------- | ---------- |
| 2022 | Golden Joystick Awards              | «Лучшая многопользовательская игра»                                  | Номинация | [ 47 ]     |
| 2022 | Golden Joystick Awards              | «Игра года от Nintendo»                                              | Номинация | [ 47 ]     |
| 2022 | The Game Awards 2022                | «Лучшая семейная игра»                                               | Номинация | [ 48 ]     |
| 2022 | The Game Awards 2022                | «Лучшая многопользовательская игра»                                  | Победа    | [ 48 ]     |
| 2023 | New York Game Awards                | «Премия Детского зоопарка Центрального парка за лучшую детскую игру» | Номинация | [ 49 ]     |
| 2023 | 19-я премия Британской академии игр | «Мультиплеер»                                                        | Номинация | [ 50 ]     |